# Sima Yi
Sīmǎ Yì (chinesisch 司馬懿 / 司马懿, W.-G. Ssuma I, Großjährigkeitsname (Zi) Zhongda; * 179; † 7. September 251 in Luoyang) war ein General, Militärstratege, Politiker und Regent des Kaiserreiches Wei im antiken China zur Zeit der Drei Reiche. Durch seine erfolgreichen Feldzüge, besonders in der Abwehr der Nördlichen Expeditionen des südlichen Rivalen Zhuge Liang, Regent der Shu Han, und der Eroberung der Liaodong-Kommandantur ebnete er den Weg für seine steile Karriere bei Hofe. Kurz vor seinem Lebensende hatte er die Opposition bei Hofe ausgeschaltet und die Machtposition seiner Familie zementiert. Von 249 bis zu seinem Tode war er Regent für den Kaiser Cao Fang. Von seinem Enkel Sima Yan wurde er 14 Jahre später, als dieser den letzten Wei-Kaiser abgesetzt und sich zum Kaiser der Jin-Dynastie ausgerufen hatte, postum zum Kaiser Xuan von Jin erhoben und dem Tempelnamen Gaozu geehrt.

## Leben

### Herkunft und Jugend
Sima Yi wurde im Jahr 179, unter der Regierung des Kaisers Ling von Han, als zweiter Sohn des Beamten Sima Fang geboren. Er erhielt im Erwachsenenalter wie alle seine sieben Brüder einen Hofnamen, der auf 達 (Pinyin dá) endete. Man nannte Sima Fangs Söhne darum auch 司馬八達 (Sīmǎ Bā Dá, „acht dá Sima“).
Über Sima Yis Entscheidung, dem damaligen Warlord Cao Cao zu dienen, erzählt die Kurze Geschichte von Wei (魏略): Sima Yi sei von Cao Cao mehrmals um Unterstützung gebeten worden, habe sich aber viele Male geweigert. Als dann Cao Caos Vetter Cao Hong Sima Yi eingeladen habe, sei dieser mit einem Krückstock erschienen, um angeschlagene Gesundheit vorzutäuschen, da er keine hohe Meinung von Cao Hong gehabt habe. Dieser sei darüber sehr verärgert gewesen und habe sich bei seinem Vetter beklagt, der Sima Yi unverzüglich zu sich befohlen habe. Weil er keine andere Wahl gehabt habe, habe Sima Yi daraufhin den Stock weggeschleudert und sich vor den Warlord begeben. Ob diese anekdotenhafte Erzählung jedoch historischen Wert besitzt, ist zweifelhaft.

### Als Stratege
Berichte über Sima Yis Tätigkeit und Ämter liegen erst ab dem Jahr 219 vor. Damals hatte der Shu-General Guan Yu die Wei-Festung Fan eingekesselt und plante sie zu überschwemmen. Cao Cao lief Gefahr, einen strategisch wichtigen Stützpunkt zu verlieren. In einer Krisensitzung schlug Sima Yi ein einmaliges Bündnis mit dem rivalisierenden Warlord Sun Quan vor, dessen Provinz Jing Guan Yu besetzt hielt. Der Warlord willigte ein und schickte unter seinen verdienten Generälen Lü Meng und Lu Xun eine Streitmacht gegen Guan Yu, der zu dieser Zeit bereits die Schlacht von Fancheng für sich entschieden hatte. Lü Meng besiegte Guan Yu und tötete ihn.
Im März 220 starb Cao Cao, und sein Sohn Cao Pi folgte ihm als Kanzler und Regent des letzten Han-Kaisers Xian nach. Im September setzte er den Kaiser ab und erklärte sich zum Kaiser der Wei-Dynastie. Unter seiner Regierung stieg Sima Yi unter den Strategen auf und wurde häufiger zu Rate gezogen als unter Cao Cao. Er wurde gemeinsam mit dem General Cao Zhen und dem Minister Chen Qun als potenzieller Regent für den noch unmündigen Sohn des Kaisers, Cao Rui, ernannt. Unter dessen Regierung (226–239) wurde Sima Yi mit der Verteidigung der südlichen Grenze gegen die rivalisierenden Dynastien Shu Han und Wu betraut. In den Jahren 228 bis 234 schlug Sima Yi erfolgreich fünf Feldzüge des Shu-Regenten Zhuge Liang zurück und hielt die Grenze stabil. Erst Jahre nach seinem Tod führten die südlichen Nachbarn der Wei-Dynastie wieder Expeditionen nach Norden. Zhuge Liang war nach seinem fünften Feldzug erkrankt und verstorben, so dass Sima Yi die Shu-Armeen in der Schlacht auf der Wu-Zhang-Ebene zum Rückzug zwingen konnte.
Da dem Reich von seinen äußeren Feinden nun nichts mehr drohte, wandte sich Kaiser Cao Rui in den letzten Jahren seiner Herrschaft dem Bau von Palästen zu. Wegen seiner großen Aufwände an Mitteln entstand Unruhe im Reich, und der Gouverneur Gongsun Yuan, der die Kommandanturen Daifang und Lelang beherrschte, erhob sich gegen die Herrschaft des Kaisers im Jahr 237. Bereits sein Vater und Großvater hatten nach dem Zusammenbruch der Han-Dynastie relativ autonom über die Region geherrscht, waren aber nominell stets der Zentralregierung unterstellt gewesen.
Der Wei General Guanqiu Jian wurde beauftragt Gongsun Yuan anzugreifer, aber auf Grund sintflutartiger Regenfälle schlug der Angriff fehl. Da entschied sich der Kaiser Cao Rui Sima Yi zu beauftragen. Der begann seine Invasion im Juni des Jahres 238, und trotz einer ein Monat langen Flut, gelang es ihm, die Hauptstadt von Xiangping innerhalb von drei Monaten einzunehmen. Gongsun Yuan und sein Sohn Gongsun Xiu flohen nach Liangshui, wo sie getötet wurden. Dadurch konnte er ganz Liaodong, Lelang und Daifang zu annektieren, welches als Höhenpunk seiner militärischen Karriere gilt. Nun grenzte Wei im Nordosten direkt an das koreanische Teilreich Goguryeo.
Kurz vor seinem Tod bestimmte der Kaiser Cao Rui Sima Yi gemeinsam mit dem Offizier Cao Shuang (Cao Zhens Sohn) zum Regenten für seinen unmündigen Adoptivsohn und Nachfolger Cao Fang, der nach dem Tod seines Vaters im Alter von acht Jahren den Thron bestieg. Während Sima Yi weiterhin für die innere und äußere Sicherheit des Reiches sorgte, bildete sich in der Hauptstadt eine ihm feindlich gesinnte Fraktion in der Kaiserfamilie, die von vielen Beamten und Offizieren bei Hofe unterstützt wurde. Sima Yis Aufstieg war ihnen suspekt und schien das Gewicht der kaiserlichen Familie zu untergraben, obwohl damals kaum jemand befürchtete, dass Sima Yi nach dem Kaiserthron selbst trachtete.

### Aufstieg zur alleinigen Regentschaft

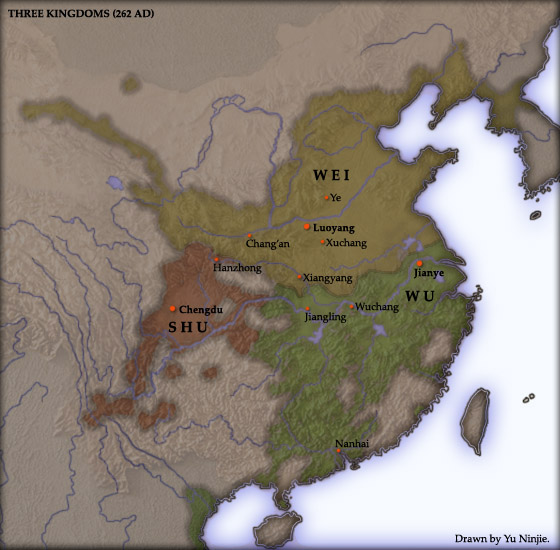
China im Jahr 262.

Um die Macht der kaiserlichen Familie zu stärken, überredete Cao Shuang den Kaiser, Sima Yi zu seinem persönlichen Berater zu ernennen. Obwohl dies ein hoher Titel war, verlieh er dennoch keine besonderen Befugnisse. Sima Yi wurde wie zuvor mit militärischen Aufgaben betraut und auf diese Weise vom Hof ferngehalten. So wehrte er in den Jahren 241 und 243 zwei Angriffe der Wu-Dynastie auf das Fan-Schloss ab; einen unter dem General Zhu Ran und einen, der vom Regenten Zhuge Ke selbst geführt wurde. Cao Shuangs Feldzug gegen Shu im Jahr 244 wurde bei der wichtigen Stadt Hanzhong vom General Fei Yi zurückgeschlagen, die weiterhin in den Händen der Shu Han blieb. Dieser Misserfolg rückte Cao Shuang in ein schlechtes Licht, und er trachtete danach, Sima Yi endgültig auszuschalten.
In dieser gefahrvollen Lage reichte Sima Yi im Jahr 247 seinen Rücktritt ein, vorgeblich aus Gesundheitsgründen. Als ein Spion von Cao Shuang ihn besuchte, täuschte er Altersschwäche und geistige Umnachtung vor. Cao Shuang wiegte sich nun endgültig in Sicherheit, und so konnte Sima Yi in aller Ruhe seine Machtübernahme vorbereiten. Als der Kaiser und sein Regent im Jahr 249 das Grab Cao Ruis besuchten, besetzte er die Hauptstadt mit einer Armee und bat Kaiserinmutter Guo in einer Eingabe, Cao Shuangs Verhaftung zu befehlen, um so das Reich vor seiner inkompetenten Regierung zu bewahren. Cao Shuangs Fraktion am Hofe war damit vogelfrei und ergab sich Sima Yi geschlossen, um verschont zu werden. Stattdessen ließ der Regent sie alle hinrichten.
Einen letzten Versuch, den hochbetagten Sima Yi von der Spitze der Regierung zu verdrängen, unternahm im Jahr 251 der General Wang Ling. Er hatte vor, einen Sohn Cao Caos unter seiner Aufsicht auf den Kaiserthron zu setzen: den Prinzen Cao Biao. Sima Yi erstickte die Verschwörung im Keim und zwang Wang Ling, Selbstmord zu begehen. Um weitere Aufstände zu verhindern, stellte der Regent die kaiserliche Familie in Ye unter Hausarrest.
Im selben Jahr starb Sima Yi. Er hinterließ neun Söhne: Der älteste, Sima Shi, stand bereits im fortgeschrittenen Alter. Er wurde zum Nachfolger bestimmt und herrschte bis zu seinem Tod im Jahr 255 erfolgreich und autokratisch. Sein jüngerer Bruder Sima Zhao folgte ihm nach und regierte bis ins Jahr 265, und dessen Sohn Sima Yan setzte schließlich im Jahr 266 die Wei-Dynastie ganz ab und erschuf die Jin-dynastie.

## Nachkommenschaft
- Gemahlinnen:
  - Zhang Chunhua (張春華), * 189, † 247, postum Kaiserin Xuanmu (宣穆皇后)
    - Sima Shi
    - Sima Zhao
    - Sima Gan (司馬幹)

  - Frau Fu (伏)
    - Sima Zhou
    - Sima Liang (司馬亮)
    - Sima Jing (司馬京)
    - Sima Jun (司馬駿)

  - Frau Zhang (張)
    - Sima Rong (司馬肜), starb jung

  - Frau Bai (柏)
    - Sima Lun (司馬倫)